# MARS
|  | Per a altres significats, vegeu «Mars». |

MARS és un sistema de xifratge per blocs que va ser el que va presentar IBM per ser seleccionat com Advanced Encryption Standard. L'equip de disseny de MARS incloïa Don Coppersmith, que havia estat implicat en la creació de l'estàndard anterior, el DES vint anys abans. El projecte estava dissenyat específicament per resistir a avenços futurs en la criptografia adoptant una aproximació per capes compartimentalitzades.
L'informe oficial d'IBM manifestava que el MARS i Serpent eren els dos finalistes únics que podien implementar qualsevol forma de seguretat en xarxa respecte als potencials avenços en matemàtiques criptogràfiques. Curiosament, l'equip Twofish va fer una afirmació similar sobre el seu sistema de xifratge.
MARS té una mida de bloc de 128 bits i una mida de clau variable d'entre 128 i 448 bits (en increments de 32 bits). A diferència de la majoria dels sistemes de xifratge per bloc, MARS té una estructura heterogènia: unes quantes rondes d'un nucli criptogràfic estan envoltades per rondes de mescla sense clau, juntament amb key whitening.

## Anàlisi de seguretat
Subclaus amb llargues cadenes d'uns o zeros poden portar a atacs eficaços contra MARS. Els dos bits menys significatius de les claus de les rondes que es fan servir en la multiplicació es fixen sempre al valor 1. Així, sempre hi ha dues entrades que resten inalterades durant el procés de multiplicació independentment de la subclau, i altres dues que tenen un resultat fix independentment de la subclau.